# Гринбанк, Люк
Люк Гринбанк (англ. Luke Greenbank; род. 17 сентября 1997, Кру, Северо-Западная Англия) — британский пловец. Чемпион и призёр чемпионата мира 2019 года, двукратный чемпион Европейских игр 2015 года, чемпион Европы в эстафете, призёр чемпионатов Европы. Серебряный и бронзовый призёр Олимпийских игр 2020 в Токио.

## Карьера
Он участвовал в Юношеских Олимпийских играх 2014 года в Нанкине, взяв бронзу на дистанции 200 метров на спине и золото в эстафете 4х100 метров вольным стилем.
На Европейских играх в 2015 году в Баку он завоевал четыре награды. Стал двукратным чемпионом игр победив на дистанциях 100 и 200 метров на спине. В двух эстафетных заплывах стал серебряным.
На чемпионате мира 2019 года в корейском Кванджу стал третьим на дистанции 200 метров на спине, уступив победителю Евгению Рылову 2,45 секунды.
В декабре 2019 года, на чемпионате Европы, в Глазго, Люк, на дистанции 200 метров на спине, занял третье место, уступив времени победителя Радослава Кавенцкого 0,83 секунды.
В мае 2021 года на чемпионате Европы, который состоялся в Будапеште, в Венгрии, Люк на дистанции 200 метров на спине завоевал серебряную медаль, проплыв в финальном заплыве за 1:54,62. В коминированной эстафете 4 по 100 метров стал чемпионом Европы.